# Draba draboides
Draba draboides är en korsblommig växtart som först beskrevs av Carl Maximowicz, och fick sitt nu gällande namn av Al-shehbaz. Draba draboides ingår i släktet drabor, och familjen korsblommiga växter. Inga underarter finns listade i Catalogue of Life.